# NGC 57
NGC 57 é uma galáxia elíptica (E) localizada na direcção da constelação de Pisces. Possui uma declinação de +17° 19' 45" e uma ascensão recta de 0 horas, 15 minutos e 30,9 segundos.

## Descoberta
A galáxia NGC 57 foi descoberta em 8 de Outubro de 1784 por William Herschel.

## 2010dq SN

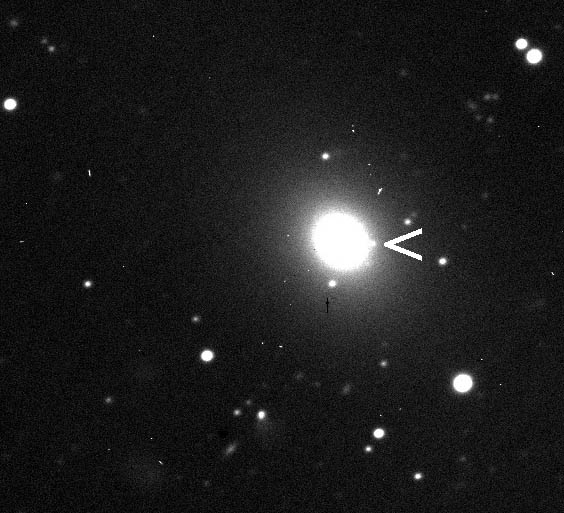
2010dq Supernova como visto em 2010/09/03 (anunciado 2010/06/03)

Em 3 de junho de 2010, Koichi Itagaki detectou uma [grandeza [aparente |] magnitude] 17 supernova 17 "Oeste e 1" ao sul do centro de NGC 57 nas coordenadas 00 15 17 19 29,70 41,0 nome ref <. => "supernovae.net" ((citar web
```
 | Título = Última Supernovas
 | Publisher = supernovae.net (International Network Supernovas)
 | Autor = David Bishop
 | Url = 
http://www.supernovae.net/

 | Accessdate = 2010/06/04))</ref>
```